# Giuseppe Gabbin
Giuseppe Gabbin (San Trovaso, 30 gennaio 1889 – Tolmino, 25 ottobre 1917) è stato un militare e aviatore italiano, considerato un asso dell'aviazione da ricognizione italiana durante la prima guerra mondiale. Venne decorato con una medaglia d'argento e una medaglia di bronzo al valor militare.

## Biografia
Nacque il 30 gennaio 1889. Dopo aver terminato gli studi secondari presso il Liceo Antonio Canova di Treviso, nel 1909 si iscrisse come studente alla facoltà di giurisprudenza dell'Università di Padova
 Prestò il servizio militare obbligatorio come ufficiale di complemento dei bersaglieri tra il 1910 e il 1912.
Congedato, ritornò agli studi universitari, venendo richiamato in servizio attivo nel 1915, allo scoppio della prima guerra mondiale, e fu assegnato al 45º Battaglione bersaglieri della 6ª Divisione, destinato ad operare nelle valli Giudicarie. Da Brescia il reparto raggiunse Nozza, sul lago d'Idro, attestandosi sul confine a Lavenone. Dopo la conquista del paese di Cimego, ne ricoprì la carica di sindaco ad interim. Rimase nei bersaglieri fino alla fine dell'estate del 1916, quando, con il grado di tenente, passò in servizio, a fine novembre, nel Corpo Aeronautico. Frequentò il corso per osservatore d'aeroplano all'aeroporto di Centocelle e, promosso capitano al termine del corso, entrò successivamente in servizio presso la 25ª Squadriglia "Voisin" di Pozzuolo del Friuli. Combatté sul Carso, e nel marzo del 1917 assunse il comando della 25ª Squadriglia, reparto che ricevette frequenti visite da parte di D'Annunzio, con il quale ebbe occasione di volare insieme.  
Il 22 ottobre l'aviatore trevigiano fu decorato con la Medaglia d'argento al valor militare nel corso di una solenne cerimonia, tenutasi sul campo di Aiello del Friuli, dal comandante della 3ª Armata, il Duca d'Aosta. Destinato ad assumere il comando della 10ª Squadriglia "Caproni", l'inizio della battaglia di Caporetto glielo impedì.
Nel pomeriggio del 25 ottobre il suo aereo, con ai comandi il Tenente Giuseppe Ciuffelli, figlio del ministro Augusto, decollò insieme ad altri tre Voisin per eseguire una missione di bombardamento su Tolmino. Circondato ed attaccato da una decina di caccia Albatros D.III, l'aereo precipitò sul Monte Cukle, causando la morte di entrambi i membri dell'equipaggio. Le loro salme vennero trovate dai militari austro-ungarici, che le seppellirono sotto dei sassi con sopra una croce, attorno ai resti dell'aereo. Sulla croce un anonimo scrisse: Qui finisce l'odio del mondo. Dormite in pace Voi valorosi eroi aviatori. Due aviatori italiani abbattuti in combattimento il 25 ottobre 1917.  Dichiarati inizialmente dispersi, la tomba dei due aviatori fu ritrovata nel gennaio del 1919 e le salme successivamente traslate. La sua fu solennemente tumulata nel cimitero di Preganziol nel 1924.
Al termine del conflitto risultava decorato con una  medaglia d'argento e una medaglia di bronzo al valor militare.
Nel 2005 è stato pubblicato il libro Qui finisce l'odio del mondo. La Grande Guerra nelle memorie e nelle immagini del capitano Giuseppe Gabbin, di Dino Vecchiato e Giampietro Zanon, che raccoglie l'epistolario di Gabbin, preziosa testimonianza sulla Grande guerra.
A lui sono state intitolate una via, una piazza e una scuola di Preganziol, comune d'origine, e un'aula della facoltà di Giurisprudenza dell'università di Padova. Il suo nome è inciso su numerose lapidi tra Treviso, Venezia e Padova.

### Annotazioni
1. ↑  Tale reparto era al comando di Mario Stanzani, e tra i commilitoni vi erano Ignazio Lanza di Trabia, Mario Fucini, Ezio Guerra, Giacomo Macchi, Camillo De Carlo, Giuseppe Muraro e Ferruccio Marzari. Poi si aggiunsero anche Umberto Gelmetti, Alessandro Resch e Alfonso Prudenza.
2. ↑  Uno era pilotato dal tenente Pietro Molino, ed aveva come osservatore Giacomo Macchi.